# Curios fulvocapitalis
Curios fulvocapitalis is een keversoort uit de familie glimwormen (Lampyridae). De wetenschappelijke naam van de soort werd voor het eerst geldig gepubliceerd in 1998 door Jeng & Satô.